# Letecké muzeum Metoděje Vlacha v Mladé Boleslavi
Letecké muzeum Metoděje Vlacha v Mladé Boleslavi vzniklo v roce 2014 podle projektu architektonického ateliéru Hlaváček - architekti, s.r.o. (Michal Hlaváček, Ludvík Holub, Daniela Šimková, Pavel Lupač) na severním okraji mladoboleslavského letiště v okrese Mladá Boleslav. Stavba získala, jako jedna z pěti oceněných staveb, titul Stavba roku 2014 a veřejnosti byla otevřena v dubnu 2015. Muzeum je otevřeno denně od 9 do 17 hodin, s výjimkou vánočního týdne.

## Historie
Roku 2001 vznikl Nadační fond Metoděje Vlacha, na památku mladoboleslavského nadšence, který si roku 1912 postavil vlastní letadlo s automobilovým motorem. Fond začal shromažďovat provozuschopné repliky historických letadel, které byly provizorně umístěny v hangáru mladoboleslavského letiště. Projekt muzea vznikl již v roce 2009, za vedení Středočeského kraje hejtmanem Davidem Rathem. Na stavbu s rozpočtem 150 miliónů Kč se nepodařilo získat dotace z evropských fondů a její realizace byla odsunuta.
I přes snahy architektů, Nadačního fondu Metoda Vlacha i Aeroklubu Mladá Boleslav hrozilo jeden čas, že pro nedostatek finančních prostředků, bude stavba využívána k jinému účelu, než byl původní záměr, například jako plavecký areál. K tomu ale nedošlo a nové vedení Středočeského kraje se rozhodlo stavbu leteckého muzea dokončit a provozovat ze svých prostředků. Na vybavení interiérů muzea se podařilo získat unijní dotace ve výši 15 miliónů Kč. Stavba byla dokončena v roce 2014 a oficiálně otevřena pro veřejnost na Světový den letectví a kosmonautiky, 12. dubna 2015.

## Popis stavby

### Exteriér
Návrh stavby vycházel z konceptu muzeum–hangár, protože nová budova je umístěna rovnoběžně se stávajícím hangárem pro letuschopné stroje, které slouží pro vyhlídkové lety, přehlídky letecké techniky v rámci leteckých dnů apod. Původně měla mít budova oblé linie, připomínající aerodynamické tvary letadel, ale pak se přistoupilo k tvarosloví amerického útočného letounu Lockheed F-117 Nighthawk a budova získala charakteristické, ostře řezané rysy. Objekt je navržen jako halová konstrukce délky 83,2 a šířky 44,4 metrů, světlá výška je proměnná, cca 9–10 m. Výška hřebenu je od podlahy přízemí 11,3 metrů. Budova má kovový plášť, věže jsou zčásti kryty polootevřeným dřevěným pláštěm.
Budova je z větší části jednopodlažní, administrativní blok ve východní části tvoří dvě nadzemní podlaží se suterénem. Druhé podlaží administrativní části je propojeno s vyhlídkovou věží zavěšenou lávkou, kde se nachází ve vitrinách část výstavních exponátů.
Na východní straně přiléhá ke stavbě nekrytá tribuna pro diváky, lichoběžníkového půdorysu a trojúhelníkového bokorysu. V severním rohu objektu je umístěna vyhlídková a seskoková věž. Vyhlídková věž se schodištěm, vysoká 22,45 metrů, umožňuje výhled na letištní plochu i na město Boleslav a její okolí. Uvnitř vyhlídkové věže se nachází simulátor seskoku.
Nosná konstrukce je z lepených dřevěných vazníků, spojených speciálními kovovými spojovacími díly. Jako další konstrukční materiály se uplatnily ocel a železobeton.
Velká prosklená stěna umožňuje výhled na letištní plochu a zároveň spolu s menšími prosklenými plochami celý areál prosvětluje.

### Interiér
Záměrem architektů bylo zachovat v interiéru muzea technický ráz stavby vzhledem k jeho účelu, což se podařilo přiznáním všech konstrukčních prvků i technologických rozvodů. Betonovým prvkům byl ponechán neupravovaný vzhled i s povrchovými nepřesnostmi. Podhledy byly použity jen v nezbytně míře z důvodu ochrany proti požáru.
V přízemí budovy je vestibul s recepcí, odkud je vstup do expozice muzea–hangáru,
do kavárny s prosklenou terasou a přednáškovým sálem, či do vyhlídkové věže s vlastním schodištěm. Ve 2. NP jsou umístěny kanceláře pro zaměstnance muzea. Zavěšená lávka v podélné ose hangáru obsahuje další výstavní předměty a umožňuje výhled na letecké exponáty zavěšené u stropu i stojící v přízemí hangáru. V suterénu pod administrativními prostory jsou umístěny šatny a sociální zařízení pro návštěvníky i zaměstnance a technické a technologické místnosti a sklady.

## Využití
Záměrem vybudování muzea–hangáru bylo vytvořit „živé“, interaktivní muzeum, kde si diváci budou moci letadla nejen prohlédnout, ale i osobně přihlížet při jejich přípravě k letu či technické údržbě leteckými mechaniky a techniky z mladoboleslavského Aeroklubu. Součástí muzea jsou i dva letecké simulátory a gyroskop. Konají se zde odborné přednášky, workshopy a modelářské víkendy pro děti.
V muzeu je vystaveno deset historických replik, na jejichž vzniku se podílel Nadační fond Metoda Vlacha a dalších zhruba 30 exponátů z Národního technického muzea v Praze, Leteckého muzea Kbely i od soukromých majitelů. To vše doplňují letecké motory, listiny, licence, obleky, dobové fotografie a plakáty, letecké poháry a další artefakty připomínající historii létání.

## Fotogalerie

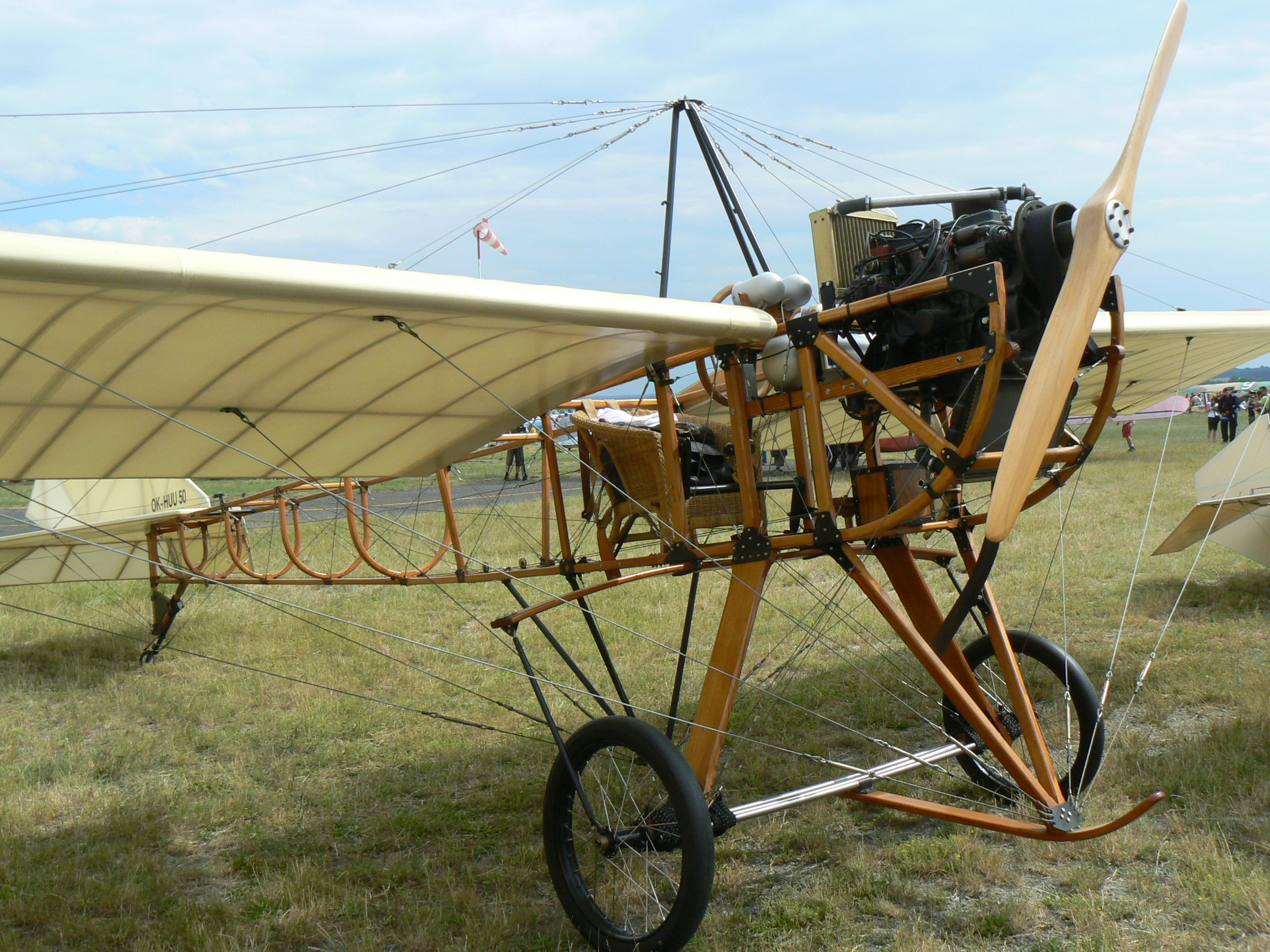
Replika letadla Metoděje Vlacha (2008)
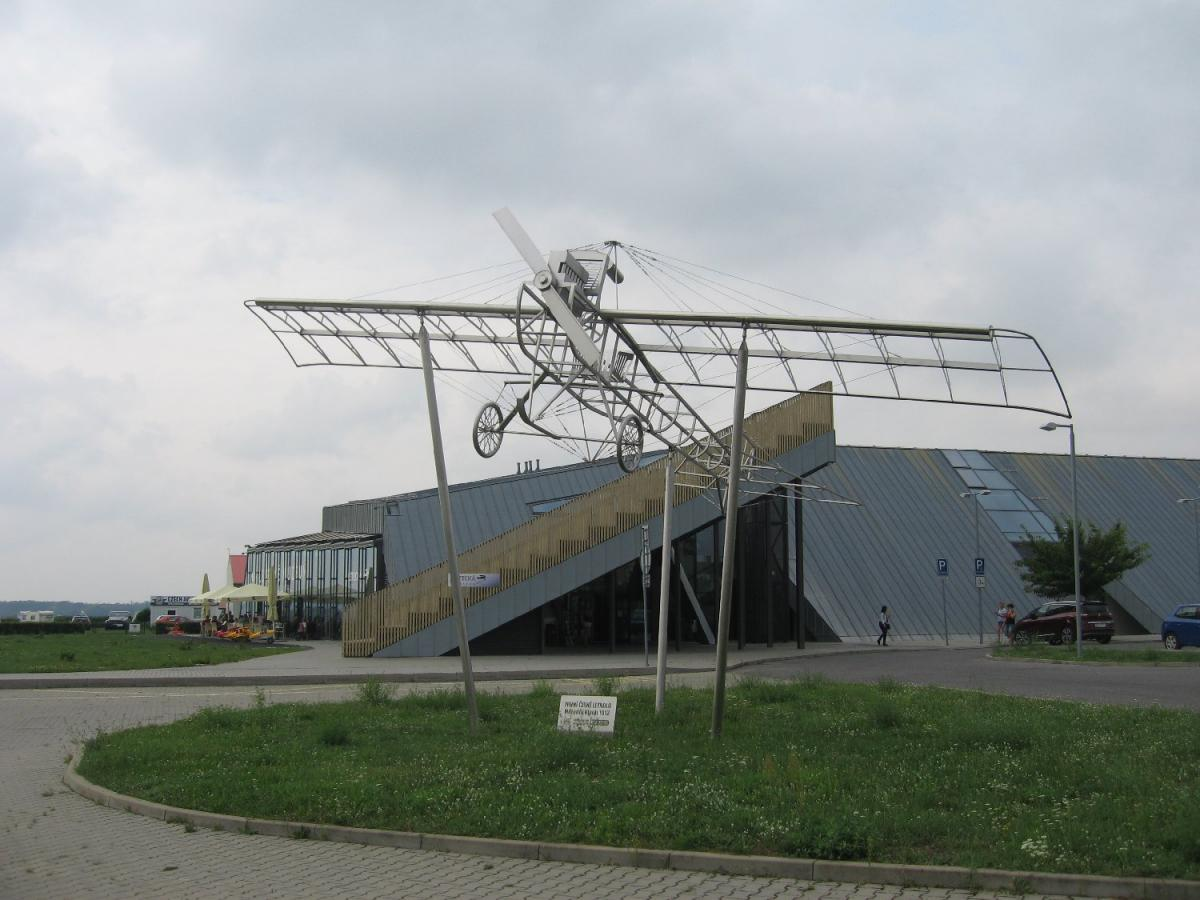
Památník Vlachova letadla před muzeem